# 一硫化矽
一硫化矽是一種無機化合物，化學式SiS，為黃色無定形體。

## 製備
可以硫和矽以一比一摩爾在高溫下取得，但此反應會產生更多二硫化矽。
{\displaystyle {\mathsf {Si+S\ {\xrightarrow {650-700^{o}C}}\ SiS}}}
此外亦可以讓矽與二硫化矽於850℃反應、與二硫化碳於1000℃反應或與硫化亞鐵於1200℃反應。

## 性質
一硫化矽為亞穩態物質，在微量的水分下便會分解。其纖維狀形態比玻璃質形態更活躍，易受光照或熱而反應。大約650℃以上時，歧化成二硫化矽和矽的速率會顯著增加。
{\displaystyle {\mathsf {2SiS\ {\xrightarrow {650^{o}C}}\ SiS_{2}+Si}}}
在氣態時，其矽原子與硫原子的鍵長為192.93 pm，較普遍單鍵的216 pm短，而且比一種有機矽化合物中雙鍵的201 pm短。

## 星際分子
在星際空間能探測到一硫化矽，尤其是在富含碳的恆星的星周包層。

## 另見
- 星際分子列表

## 其他文獻
- Müller, H. S. P.; McCarthy, M. C.; Bizzocchi, L.; Gupta, H.; Esser, S.; Lichau, H.; Caris, M.; Lewen, F.;  et al. . Physical Chemistry Chemical Physics. 2007, 9 (13): 1579–86. PMID 17429551. doi:10.1039/B618799D.
- Chattopadhyaya, Surya; Chattopadhyay, Anjan; Das, Kalyan Kumar. . The Journal of Physical Chemistry A. 2002, 106 (5): 833. doi:10.1021/jp013332e.
- Birk, Helmut; Jones, Harold. . Chemical Physics Letters. 1990, 175 (5): 536. doi:10.1016/0009-2614(90)85577-Y.